# Jang Jae in
Jang Jae-in (coréen: 장재인), née le 6 juin 1991 à Jeollanam-do, est une auteure-compositrice-interprète sud-coréenne. Elle a été révélée grâce à l'émission Superstar K2 et où elle a terminé en troisième place.

## Biographie

### Jeunesse et études
Jang Jae-in est née le 6 juin 1991 à Jeollanam-do. Elle a commencé à écrire des chansons à l'âge de quinze ans. Elle a décidé d'abandonner ses études secondaires afin de poursuivre une carrière musicale. Elle s'appelait initialement So-min mais a changé son nom en Jae-in qui signifie « Personne de talent » en coréen. À l'âge de 16 ans, elle emménage à Séoul et passait du temps dans les rues de Hongdae à jouer de la musique. Ensuite, Jang Jae-in entre à l'université Howon où elle étudie la musique.

### Carrière musicale

#### Participation àSuperstar K2
Jang Jae-in participe à l'émission sud-coréenne Superstar K2 et a été encadrée par le compositeur Kim Hyung-suk.  Elle est l'une de ses étudiantes à l'université Howon et elle est même entrée dans son académie de musique K-Note .
Le 14 octobre 2010, Jang Jae-in remporte la première place mais au cours de l'après-midi, John Park reprend les devants et gagne finalement la première place. Elle termine en troisième place face à John Park et le gagnant de l'émission, Huh Gak. En janvier 2011, elle a posé et tourné pour la marque Samsung Galaxy Tab avec John Park, Huh Gak et Kang Seung-yoon.

#### Carrière Solo
Le 21 décembre 2010, Jang Jae-in participe à la bande originale de la série télévisée Athena : Goddess of War avec le single Please.
Le 14 janvier 2011, Jang Jae-in signe un contrat avec le label Kiwi Entertainment. Elle a hésité à choisir entre les deux labels   YG Entertainment et Kiwi Entertainment.
En février 2012, Jang Jae-in sort son single None Other Than You, composé par Kang Hyun-min et arrangé par Tim Young. Le 30 mars 2012, son contrat avec le label expire et elle décide de se concentrer sur ses cours de musique. Afin de garder le contact avec le public, elle se produit dans des théâtres, des spectacles ainsi que dans la rue. Le 1er août 2012, elle sort son cinquième mini-album Summer Night. Elle a composé la chanson du même titre quand elle s'est rendue à Séoul à l'âge de 18 ans avec le rêve de devenir chanteuse.
Le 3 décembre 2013, Jang Jae-in signe un contrat avec le label Mystic89.

## Vie privée
En mars 2013, Jang Jae-in a visité différents hôpitaux et apprend qu'elle avait des nerfs périphériques endommagés mais après avoir obtenu un bilan de santé d'un grand hôpital universitaire, elle a été diagnostiquée qu'elle souffrait de dystonie.

## Discographie

### Singles
| Année | Titre                                         | Album promu                |
| ----- | --------------------------------------------- | -------------------------- |
| 2010  | 가로수 그늘 아래 서면                         | Superstar K 2 Top11 Part.4 |
| 2011  | 그대는 철이 없네 feat. Kim Ji-soo             |                            |
| 2011  | Winter Night (겨울밤)                         |                            |
| 2012  | None Other Than You (다른 누구도 아닌 너에게) |                            |
| 2015  | Love Me Do                                    |                            |

### Musique de films et de séries télévisées
| Date de sortie | Titre                       | Titre original       | Chansons                              |
| -------------- | --------------------------- | -------------------- | ------------------------------------- |
| 2011           | Athena : Goddess of War     | 아테나 : 전쟁의 여신 | Please                                |
| 2012           | Arang and the Magistrate    | 아랑사또전           | Fantasy (환상)                        |
| 2013           | Incarnation of Money        | 돈의 화신            | The Day For You (그대 위한 날에)      |
| 2015           | Kill Me, Heal Me            | 킬미, 힐미           | Auditory Hallucination (feat. NaShow) |
| 2015           | Scholar Who Walks the Night | 밤을 걷는 선비       | Secret Paradise                       |

## Télévision
- 2010 : Superstar K2
- 2010 : MAMA The Super Moment
- 2013 : Get It Style